# Котия (Сан-Паулу)
Котия (порт. Cotia)  —  город и муниципалитет в Бразилии, входит в штат Сан-Паулу. Составная часть мезорегиона Агломерация Сан-Паулу. Находится в составе крупной городской агломерации Агломерация Сан-Паулу. Входит в экономико-статистический  микрорегион Итапесерика-да-Серра. Население составляет 172 823 человека на 2007 год. Занимает площадь 323,891 км². Плотность населения — 554,8 чел./км².

## История
Город основан 2 апреля 1856 года.

## Статистика
- Валовой внутренний продукт на 2005 составляет 3.472.181,00 реалов (данные: Бразильский институт географии и статистики).
- Валовой внутренний продукт на душу населения на 2003 составляет 20.090,96 реалов (данные: Бразильский институт географии и статистики).
- Индекс развития человеческого потенциала на 2000 составляет 0,826 (данные: Программа развития ООН).

## География
Климат местности: субтропический. В соответствии с классификацией Кёппена, климат относится к категории Cfa.